# Morin-Heights
Pour les articles homonymes, voir Morin.
Morin-Heights [mɔɹinajts] est une municipalité canadienne du Québec située dans la MRC des Pays-d'en-Haut, dans la région des Laurentides. Elle est nommée en l'honneur d'Augustin-Norbert Morin. Elle a le statut de municipalité bilingue français-anglais. 

## Description

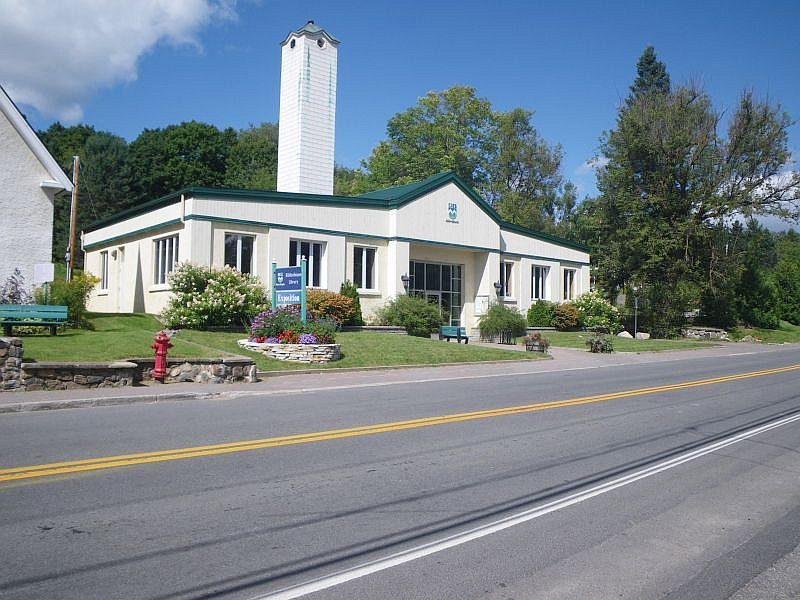
La bibliothèque.

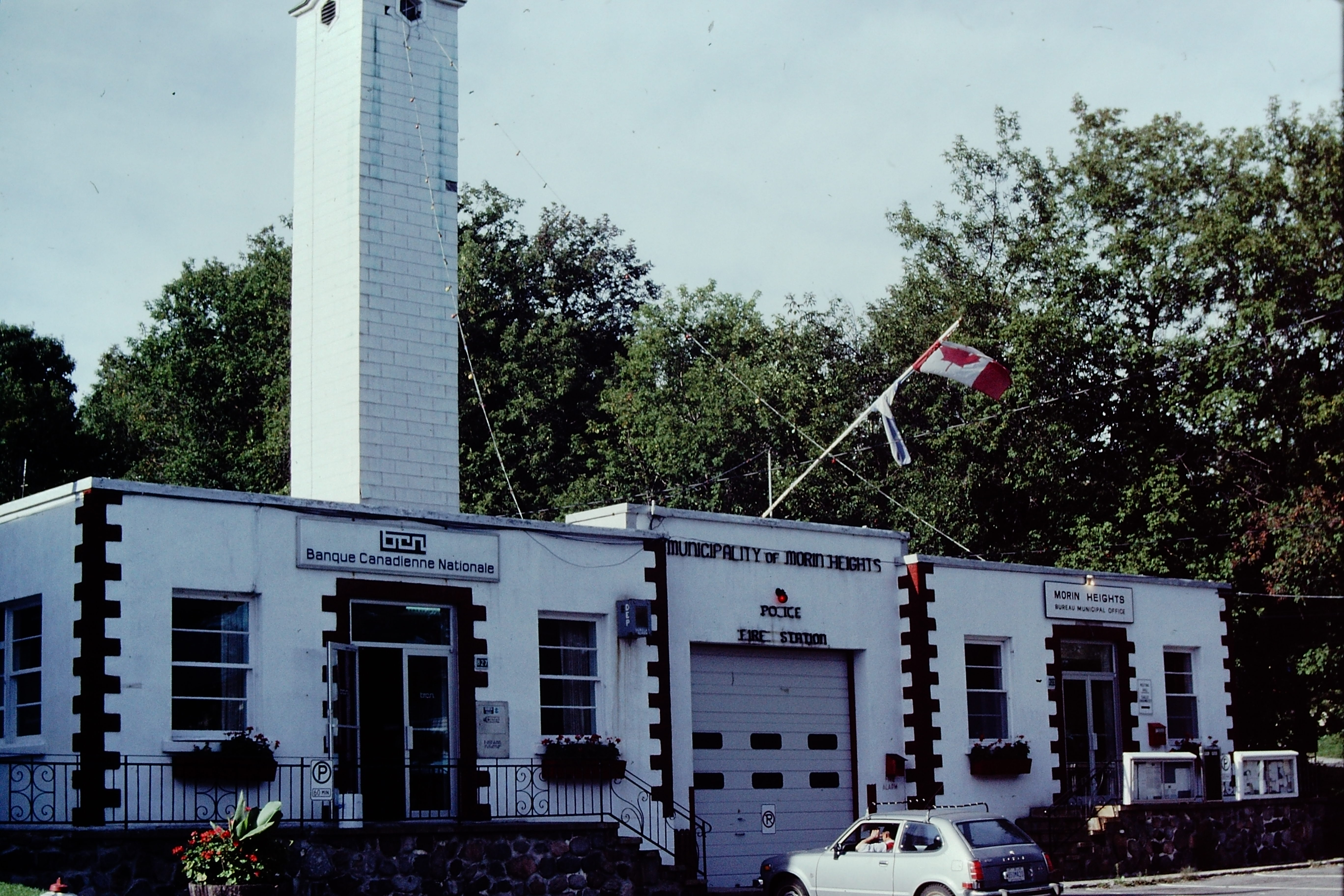
Le bureau municipal et la caserne de pompiers en 1979.

Bien qu'un nombre important d'anglophones habite la ville, elle est majoritairement francophone. Il s'y trouve une station de ski, et de nombreuses résidences secondaires appartenant surtout aux Montréalais. Le village est à une heure de route de Montréal. Cette municipalité offre un très vaste réseau de sentiers de randonnée pédestre, de raquette à neige, de ski de randonnée et de vélo de montagne. On peut également s'adonner au canot-kayak sur la rivière à Simon. Une rampe de mise à l'eau se trouve tout près de l'ancienne gare, sur le chemin du Lac-Écho, au centre de la vieille partie du village. Cette gare est le point de départ obligé de la plupart des activités de plein air, puisque c'est là qu'on peut s'acquitter des droits d'accès. 
La municipalité accueille diverses activités culturelles. On y trouve une troupe de théâtre produisant essentiellement des pièces anglophones, ainsi qu'une chorale, également dotée d'un nom anglophone. En outre, la bibliothèque municipale présente fréquemment des expositions d'art visuel. De 1975 à 2001, un studio d'enregistrement musical célèbre, Le Studio, contribua à faire connaître le nom de Morin Heights à l'échelle mondiale. Un groupe rock de Toronto mondialement connu, Rush, y réalisa presque tous ses albums. Alors qu'il enregistre son album Numbers, en 1975, au studio de Morin Heights, Cat Stevens loue une petite maison à Sainte-Adèle dans les Laurentides.Un autre studio d'enregistrement musical d'importance vit le jour à Morin Heights en 1994. « Studio Nomade » y fut construit, à l'origine pour accommoder les besoins de production spécifiques de la chansonnière Sarah McLachlan. Toutefois, depuis environ 2000, l'installation est fréquentée par de nombreux autres artistes.

## Toponymie
La Commission de toponymie du Québec écrit à son sujet : « Augustin-Norbert Morin (1803-1865), député de Bellechasse de 1830 à 1838, puis de 1844 à 1851, ancien ministre dans le cabinet LaFontaine-Baldwin, commissaire des Terres de la couronne (1842-1843) et (1853-1854) qui forme le cabinet avec Hincks sous l'Union et fondateur du journal La Minerve (1826), serait à l'origine de cette dénomination. Il possédait à cet endroit une immense ferme de plus de 3 km² sur les bords de la rivière du Nord, construite vers 1850-1860, et comportant maison, moulin à scie et moulin à farine. » Elle poursuit : « L'élément Heights fait d'abord allusion à une hauteur, à un sommet en langue anglaise, mais peut aussi s'appliquer à des lieux plats mais élevés, tout en véhiculant par la suite une connotation de richesse, d'importance. »

## Géographie
La rivière aux Mulets traverse la pointe nord de la municipalité. La rivière à Simon traverse la municipalité d'ouest en est.

## Démographie
| 1991  | 1996  | 2001  | 2006  | 2011  | 2016  | 2021  |
| ----- | ----- | ----- | ----- | ----- | ----- | ----- |
| 1 960 | 2 332 | 2 575 | 3 503 | 3 925 | 4 145 | 4 678 |

## Administration
Les élections municipales se font en bloc pour le maire et les six conseillers.
| Morin-Heights Maires depuis 2001                                                                                     |                  |                                  |          |
| Élection | Maire            | Qualité                          | Résultat |
| 2001 | Michel Plante    | Décédé en fonction               | Voir     |
| 2005 | Michel Plante    | Décédé en fonction               | Voir     |
| 2009 | Timothy Watchorn | Conseiller municipal (2001-2009) | Voir     |
| 2009 | Timothy Watchorn | Conseiller municipal (2001-2009) | Voir     |
| 2013 | Timothy Watchorn | Conseiller municipal (2001-2009) | Voir     |
| 2017 | Timothy Watchorn | Conseiller municipal (2001-2009) | Voir     |
| 2021 | Timothy Watchorn | Conseiller municipal (2001-2009) | Voir     |
| Élection partielle en italique Depuis 2005, les élections sont simultanées dans toutes les municipalités québécoises |                  |                                  |          |

## Éducation
La Commission scolaire Sir Wilfrid Laurier administre les écoles anglophones:
- École primaire Morin-Heights[8]
- École secondaire Laurentian Regional (en) à Lachute[9]